# Consdaple
Consdaple – niemiecka marka odzieży, kojarzona ze sceną neonazistowską.
Nazwa marki została dobrana w taki sposób, żeby zawierała w sobie ciąg liter NSDAP. Na ubrania tej marki zakładane są kurtki lub koszule, żeby widocznych było tylko tych 5 liter.
Logo Consdaple bardzo przypomina logo firmy Lonsdale, która to dawniej z tego samego powodu (ciąg liter NSDA) przypadła do gustu osobom o poglądach neonazistowskich. Lonsdale nie chciał być jednak kojarzony z ruchami neonazistowskimi i w 2003 roku rozpoczął antyrasistowską kampanię „Lonsdale loves all colors”. Był to jeden z głównych powodów utworzenia Consdaple.
Słowo Consdaple przypomina angielskie constable, co oznacza policjant. Na niektórych produktach tej firmy widoczny jest orzeł, podobny do nazistowskiej gapy (patrz obrazek), która była używana w III Rzeszy.
Założycielem Consdaple jest Franz Glasauer, długoletni działacz partii Republikanie i NPD.